# Rubén Pellejero

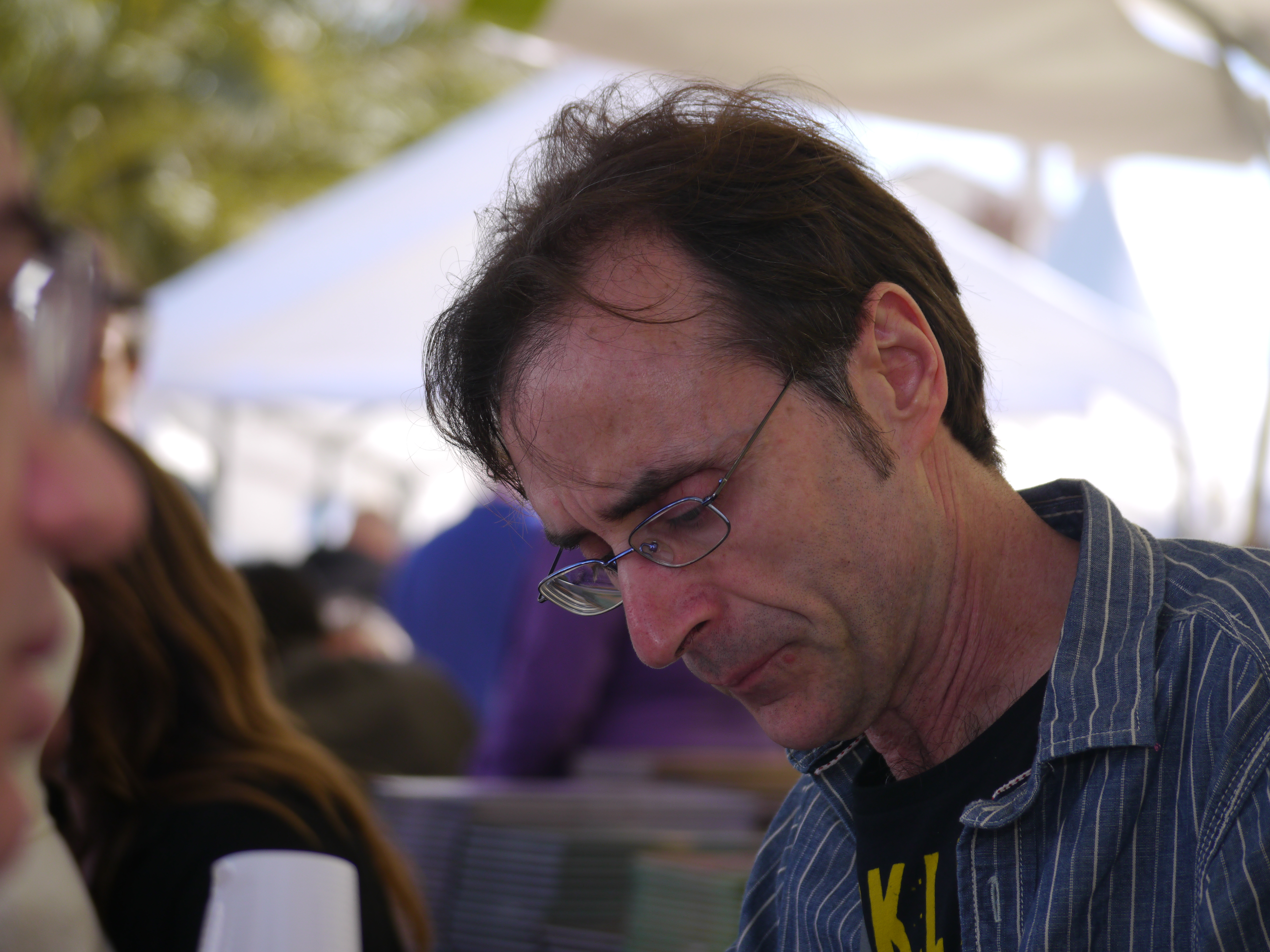
Rubén Pellejero im Jahr 2011

Rubén Pellejero (* 20. Dezember 1952 in Badalona) ist ein spanischer Comiczeichner.

## Künstlerischer Werdegang
Der vorher als Illustrator tätige Pellejero veröffentlichte 1982 mit Historias de una Barcelona seinen ersten Comic im spanischen Comicmagazin Cimoc. Kurz darauf begann seine Zusammenarbeit mit dem argentinischen Autor Jorge Zentner. Es entstanden 1983 Las memorias de Monsieur Griffaton (dt.: Die Memoiren des Mr. Griffaton) und 1984 En frecuencia modulada (dt.: FM – Auf richtiger Wellenlänge) für das Magazin. 1985 folgte die Serie Dieter Lumpen für die Comiczeitschrift Cairo. 
In den 1990er Jahren arbeiteten Pellejero und Zentner für das französische Comicmagazin (À suivre). Dort entstanden 1993 eine weitere Geschichte mit Dieter Lumpen, 1995 Le silence de Malka über eine jüdische Migrantenfamilie und mehrere Kurzgeschichten. Beide Autoren veröffentlichten außerdem 2002–2003 mit Âromm ein zweiteiliges Werk über einen archaischen Stamm in Zentralasien. Ab der Jahrtausendwende arbeitete Pellejero außerdem mit dem französischen Autor Denis Lapière zusammen und zeichnete mit Un peu de fumée bleue (2000), Le tour de valse (2004) und L'impertinence d'un été (2 Teile; 2009 und 2010) insgesamt vier Alben für den französischen Verlag Dupuis. Für Dupuis entstand 2006–2007 weiterhin mit dem Zweiteiler L'écorché ein Beitrag zu Frank Girouds Reihe Secrets.
Zusammen mit dem Autor Juan Díaz Canales fertigt Pellejero ab 2015 Fortsetzungen für Corto Maltese an. Im Jahr 2015 erschien als Nummer 13 der laufenden Serie in Deutscher Übersetzung bei Schreiber & Leser der Band Unter der Mitternachtssonne, 2017 der Band Äquatoria und 2020 Tarowean – Tag der Überraschungen.

## Veröffentlichungen auf Deutsch
Die meisten von Pellejeros für den spanischen Markt entstandenen Arbeiten wurden von 1989 bis 1991 auch auf Deutsch herausgebracht. Die für (À suivre) 1993 entstandene Dieter Lumpen-Geschichte Le prix de Charon ist auf Deutsch in der Gesamtausgabe von Finix Comics aus dem Jahr 2014 enthalten.
- FM – Auf der richtigen Wellenlänge (Comicothek, 1989)
- Die Memoiren des Mr. Griffaton (Comicothek, 1990)
- Dieter Lumpen (3 Bände, Carlsen Verlag, 1990–1991; Gesamtausgabe, Finix Comics, 2014)